# IWGP Tag Team Championship
Le International Wrestling Grand Prix Tag Team Championship (IWGP Tag Team Championship et que l'on peut traduire par championnat par équipe IWGP) est un championnat de catch (lutte professionnelle) par équipe de la division poids lourds utilisé par la New Japan Pro-Wrestling. IWGP est l'acronyme de International Wrestling Grand Prix, le corps gouvernant de la New Japan Pro Wrestling. Il a été créé en décembre 1985 quand Kengo Kimura (en) et Tatsumi Fujinami battent Seiji Sakaguchi et Antonio Inoki en finale d'un tournoi pour les titres par équipe de la NJPW.
À ce jour, les titres ont connu 111 règnes pour 72 équipes championnes. Les champions actuels sont Tomohiro Ishii et Taichi.

## Histoire
Avant la création de ce titre, la New Japan Pro Wrestling utilise le championnat d'Amérique du Nord de la National Wrestling Alliance puis le championnat par équipe international de la World Wrestling Federation. Fin 1985, la New Japan Pro Wrestling organise le tournoi par équipes IWGP Tag League pour désigner les premiers champions par équipes IWGP. Huit équipes s'affrontent :
- Kengo Kimura (en) et Tatsumi Fujinami[3]
- Bruiser Brody et Jimmy Snuka[3]
- Dick Murdoch et The Masked Superstar[3]
- Dos Caras (en) et El Canek[3]
- Kendo Nagasaki et Mr. Pogo (en)[3]
- Mike Kelly et Pat Kelly[3]
- Nord The Barbarian (en) et Hacksaw Higgins[3]
- Antonio Inoki et Seiji Sakaguchi[3]

Kengo Kimura (en) et Tatsumi Fujinami en sont les vainqueurs après leur victoire face à Antonio Inoki et Seiji Sakaguchi le 12 décembre.

## Historiques des règnes
| #   | Nom                                                                | Règne | Date               | Durée     | Lieu                    | Notes | Réf    |
| --- | ------------------------------------------------------------------ | ----- | ------------------ | --------- | ----------------------- | --- | ------ |
| 1   | Kengo Kimura (en) et Tatsumi Fujinami                              | 1     | 12 décembre 1985   | 236 jours | Sendai                  | Ils battent Antonio Inoki et Seiji Sakaguchi en finale d'un tournoi. | [ 4 ]  |
| 2   | Akira Maeda et Osamu Kido                                          | 1     | 5 août 1986        | 49 jours  | Tokyo                   | | [ 5 ]  |
| 3   | Kengo Kimura (2) et Tatsumi Fujinami (2)                           | 2     | 23 septembre 1986  | 135 jours | Tokyo                   | | [ 6 ]  |
| —   | Vacant                                                             | —     | 5 février 1987     | 43 jours  |                         | Le Titre est vacant en raison d'une séparation de l'équipe. | [ 7 ]  |
| 4   | Keiji Mutoh et Shiro Koshinaka                                     | 1     | 20 mars 1987       | 6 jours   | Tokyo                   | | [ 8 ]  |
| 5   | Akira Maeda (2) et Nobuhiko Takada                                 | 1     | 26 mars 1987       | 159 jours | Osaka                   | | [ 9 ]  |
| 6   | Kazuo Yamazaki et Yoshiaki Fujiwara                                | 1     | 1er septembre 1987 | 139 jours | Fukuoka                 | |        |
| 7   | Kengo Kimura (3) et Tatsumi Fujinami (3)                           | 3     | 18 janvier 1988    | 144 jours | Takayama                | |        |
| 8   | Masa Saito et Riki Chōshū                                          | 1     | 10 juin 1988       | 279 jours | Hiroshima               | |        |
| 9   | George Takano et Super Strong Machine                              | 1     | 16 mars 1989       | 119 jours | Yokohama                | |        |
| 10  | Riki Chōshū (2) et Takayuki Iizuka                                 | 1     | 13 juillet 1989    | 69 jours  | Tokyo                   | |        |
| 11  | Masa Saito (2) et Shinya Hashimoto                                 | 1     | 20 septembre 1989  | 219 jours | Osaka                   | |        |
| 12  | Keiji Mutoh (2) et Masahiro Chono                                  | 1     | 27 avril 1990      | 188 jours | Tokyo                   | |        |
| 13  | Hiroshi Hase et Kensuke Sasaki                                     | 1     | 1er novembre 1990  | 55 jours  | Tokyo                   | |        |
| 14  | Hiro Saito et Super Strong Machine                                 | 1     | 26 décembre 1990   | 70 jours  | Hamamatsu               | |        |
| 15  | Hiroshi Hase (2) et Kensuke Sasaki (2)                             | 2     | 6 mars 1991        | 15 jours  | Nagasaki                | |        |
| 16  | The Steiner Brothers (Rick Steiner et Scott Steiner)               | 1     | 21 mars 1991       | 229 jours | Tokyo                   | The Steiner était aussi en course pour le WCW World Tag Team Championship. | [ 10 ] |
| 17  | Hiroshi Hase (3) et Keiji Mutoh (3)                                | 1     | 5 novembre 1991    | 117 jours | Tokyo                   | Scott Norton remplace Scott Steiner en raison d'une blessure. |        |
| 18  | Big, Bad, and Dangerous (Big Van Vader et Crusher Bam Bam Bigelow) | 1     | 1er mars 1992      | 117 jours | Yokohama                | |        |
| 19  | The Steiner Brothers                                               | 2     | 26 juin 1992       | 149 jours | Tokyo                   | Ils étaient aussi en course pour le WCW World Tag Team Championship. |        |
| 20  | Scott Norton et Tony Halme                                         | 1     | 22 novembre 1992   | 22 jours  | Tokyo                   | |        |
| 21  | The Hell Raisers (Hawk Warrior et Power Warrior(3))                | 1     | 14 décembre 1992   | 234 jours | Tokyo                   | |        |
| 22  | The Jurassic Powers (Hercules Hernandez et Scott Norton (2))       | 1     | 5 août 1993        | 152 jours | Tokyo                   | |        |
| 23  | The Hell Raisers                                                   | 2     | 4 janvier 1994     | 325 jours | Tokyo                   | |        |
| 24  | Hiroshi Hase (4) & Keiji Mutoh (4)                                 | 2     | 25 novembre 1994   | 162 jours | Iwate                   | |        |
| —   | Vacant                                                             | —     | 6 mai 1995         | 35 jours  |                         | Le titre est vacant en raison d'une séparation de l'équipe. | [ 7 ]  |
| 25  | Cho-Ten (Hiroyoshi Tenzan et Masahiro Chono (2))                   | 1     | 10 juin 1995       | 27 jours  | Osaka                   | Ils battent Junji Hirata & Shinya Hashimoto pour gagner les titres. |        |
| —   | Vacant                                                             | —     | 7 juillet 1995     | 6 jours   |                         | Le titre est vacant car Chono ne s'est pas présenté dans un match en raison de la mort de son père. | [ 7 ]  |
| 26  | Junji Hirata (3) & Shinya Hashimoto (2)                            | 1     | 13 juillet 1995    | 335 jours | Sapporo                 | Battent Mike Enos & Scott Norton. |        |
| 27  | Kazuo Yamazaki (2) & Takashi Iizuka (2)                            | 1     | 12 juin 1996       | 34 jours  | Osaka                   | |        |
| 28  | Cho-Ten                                                            | 2     | 16 juillet 1996    | 172 jours | Sapporo                 | |        |
| 29  | Kengo Kimura (4) et Tatsumi Fujinami (4)                           | 4     | 4 janvier 1997     | 98 jours  | Tokyo                   | |        |
| 30  | Kensuke Sasaki (5) et Riki Chōshū (3)                              | 1     | 12 avril 1997      | 22 jours  | Tokyo                   | |        |
| 31  | The Bull Powers (Manabu Nakanishi et Satoshi Kojima)               | 1     | 3 mai 1997         | 98 jours  | Osaka                   | |        |
| 32  | Kazuo Yamazaki (3) et Kensuke Sasaki (6)                           | 1     | 10 août 1997       | 70 jours  | Nagoya                  | |        |
| 33  | Keiji Mutoh (5) et Masahiro Chono (4)                              | 2     | 19 octobre 1997    | 184 jours | Kobe                    | |        |
| —   | Vacant                                                             | —     | 21 avril 1998      | 45 jours  |                         | Le titre est vacant en raison d'une opération de Mutoh sur son genou. | [ 7 ]  |
| 34  | Cho-Ten                                                            | 3     | 5 juin 1998        | 40 jours  | Tokyo                   | Battent Genichiro Tenryu & Shiro Koshinaka. |        |
| 35  | Genichiro Tenryu & Shiro Koshinaka (2)                             | 1     | 15 juillet 1998    | 173 jours | Sapporo                 | |        |
| 36  | Tencozy (Hiroyoshi Tenzan (4) et Satoshi Kojima (2))               | 1     | 4 janvier 1999     | 77 jours  | Tokyo                   | |        |
| 37  | Kensuke Sasaki (7) et Shiro Koshinaka (3)                          | 1     | 22 mars 1999       | 97 jours  | Amagasaki               | |        |
| 38  | The Mad Dogs (Michiyoshi Ohara & Tatsutoshi Goto)                  | 1     | 27 juin 1999       | 62 jours  | Shizuoka                | |        |
| 39  | Manabu Nakanishi (2) et Yuji Nagata                                | 1     | 28 août 1999       | 327 jours | Shizuoka                | |        |
| 40  | Tencozy                                                            | 2     | 20 juillet 2000    | 430 jours | Tokyo                   | |        |
| 41  | Osamu Nishimura & Tatsumi Fujinami (5)                             | 1     | 23 septembre 2001  | 35 jours  | Osaka                   | |        |
| 42  | BATT (Keiji Mutoh (6) et Taiyō Kea)                                | 1     | 28 octobre 2001    | 97 jours  | Fukuoka                 | |        |
| —   | Vacant                                                             | —     | 2 février 2002     | 30 jours  |                         | Vacant en raison du départ de Mutoh. | [ 7 ]  |
| 43  | Cho-Ten                                                            | 4     | 24 mars 2002       | 466 jours | Hyōgo                   | Battent Manabu Nakanishi & Yuji Nagata. |        |
| 44  | Hiroshi Tanahashi et Yutaka Yoshie                                 | 1     | 13 juin 2003       | 184 jours | Tokyo                   | |        |
| 45  | Hiroyoshi Tenzan (7) et Osamu Nishimura (2)                        | 1     | 14 décembre 2003   | 49 jours  | Nagoya                  | |        |
| 46  | Minoru Suzuki et Yoshihiro Takayama                                | 1     | 1er février 2004   | 294 jours | Sapporo                 | |        |
| —   | Vacant                                                             | —     | 21 novembre 2004   | 20 jours  |                         | Vacant en raison d'une blessure de Takayama. | [ 7 ]  |
| 47  | Hiroshi Tanahashi (2) et Shinsuke Nakamura                         | 1     | 11 décembre 2004   | 323 jours | Osaka                   | Battent Kensuke Sasaki & Minoru Suzuki. |        |
| 48  | Cho-Ten                                                            | 5     | 30 octobre 2005    | 325 jours | Kobe                    | |        |
| —   | Vacant                                                             | —     | 20 septembre 2006  | 8 jours   |                         | Président NJPW Simon Kelly Inoki dépouille Chono et Tenzan du titre. | [ 7 ]  |
| 49  | Wild Child (Manabu Nakanishi (3) et Takao Ōmori)                   | 1     | 28 septembre 2006  | 164 jours | Sapporo                 | Le titre tag team a été provisoire crée le 2 juillet 2006 quand Tenzan & Chono ont montré des signes d'inactivité ; Shiro Koshinaka & Togi Makabe ont été les premiers champions. Nakanishi & Omori ont été reconnus comme les champions officiels le 28 septembre 2006, après qu'ils ont remporté le Tag Team Championship provisoire le 17 juillet 2006. |        |
| 50  | RISE (Giant Bernard et Travis Tomko)                               | 1     | 11 mars 2007       | 343 jours | Nagoya                  | |        |
| 51  | The Most Violent Players (Togi Makabe et Toru Yano)                | 1     | 17 février 2008    | 322 jours | Tokyo                   | |        |
| 52  | Team 3D (Brother Devon et Brother Ray)                             | 1     | 4 janvier 2009     | 198 jours | Tokyo                   | |        |
| 53  | The British Invasion (Brutus Magnus et Doug Williams)              | 1     | 21 juillet 2009    | 89 jours  | Orlando, Floride        | C'était un match de tables qui a été diffusé le 30 juillet 2009 épisode de la TNA Impact. |        |
| 54  | Team 3D                                                            | 2     | 18 octobre 2009    | 78 jours  | Irvine, Californie      | C'était un Four-Way Full Metal Mayhem Tag Team match, qui comprenait Beer Money Inc. & Booker T et Scott Steiner et a également contesté pour le TNA World Tag Team Championship, qui a été remporté par The British Invasion. |        |
| 55  | No Limit (Tetsuya Naito et Yujiro Takahashi)                       | 1     | 4 janvier 2010     | 119 jours | Tokyo                   | C'était un Three-Way Hardcore match, qui comprenait également Bad Intentions (Giant Bernard & Karl Anderson). |        |
| 56  | Seigigun (Wataru Inoue et Yuji Nagata (2))                         | 1     | 3 mai 2010         | 47 jours  | Fukuoka                 | C'était un Three-Way match, qui comprenait Giant Bernard & Karl Anderson. |        |
| 57  | Bad Intentions (Giant Bernard (2) & Karl Anderson)                 | 1     | 19 juin 2010       | 564 jours | Osaka                   | C'était un Three-Way Elimination match, qui comprenait No Limit (Tetsuya Naito & Yujiro Takahashi). |        |
| 58  | Tencozy                                                            | 3     | 4 janvier 2012     | 120 jours | Tokyo                   | |        |
| 59  | Chaos (Takashi Iizuka (3) et Toru Yano (2))                        | 1     | 3 mai 2012         | 48 jours  | Fukuoka                 | |        |
| —   | Vacant                                                             | —     | 20 juin 2012       | 32 jours  |                         | Vacant après un match fait contre Hiroyoshi Tenzan & Satoshi Kojima terminé en No Contest. |        |
| 60  | Tencozy                                                            | 4     | 22 juillet 2012    | 78 jours  | Yamagata                | |        |
| 61  | K.E.S. (Davey Boy Smith Jr. et Lance Archer)                       | 1     | 8 octobre 2012     | 207 jours | Tokyo                   | |        |
| 62  | Tencozy                                                            | 5     | 3 mai 2013         | 190 jours | Fukuoka                 | |        |
| 63  | K.E.S.                                                             | 2     | 9 novembre 2013    | 56 jours  | Osaka                   | |        |
| 64  | Bullet Club (Doc Gallows & Karl Anderson (2))                      | 1     | 4 janvier 2014     | 365 jours | Tokyo                   | |        |
| 65  | Meiyu Tag (Hirooki Goto & Katsuyori Shibata)                       | 1     | 4 janvier 2015     | 38 jours  | Tokyo                   | |        |
| 66  | Bullet Club                                                        | 2     | 11 février 2015    | 53 jours  | Osaka                   | |        |
| 67  | The Kingdom (Matt Taven & Michael Bennett)                         | 1     | 5 avril 2015       | 91 jours  | Tokyo                   | | ,.     |
| 68  | Bullet Club (Doc Gallows (3) & Karl Anderson (4))                  | 3     | 5 juillet 2015     | 183 jours | Osaka                   | |        |
| 69  | Great Bash Heel (Togi Makabe & Tomoaki Honma)                      | 1     | 4 janvier 2016     | 97 jours  | Tokyo                   | | .      |
| 70  | Guerrillas of Destiny (Tanga Roa & Tama Tonga)                     | 1     | 10 avril 2016      | 70 jours  | Tokyo                   | | .      |
| 71  | The Briscoe Brothers (Jay Briscoe & Mark Briscoe)                  | 1     | 19 juin 2016       | 113 jours | Osaka                   | | .      |
| 72  | Guerrillas of Destiny                                              | 2     | 10 octobre 2016    | 86 jours  | Tokyo                   | | .      |
| 73  | CHAOS (Tomohiro Ishii et Toru Yano)                                | 1     | 4 janvier 2017     | 61 jours  | Tokyo                   | Ils remportent un match à trois équipes comprenant aussi Great Bash Heel (Togi Makabe et Tomoaki Honma). | [ 17 ] |
| 74  | Tencozy                                                            | 6     | 6 mars 2017        | 34 jours  | Tokyo                   | | [ 18 ] |
| 75  | War Machine (Hanson et Raymond Rowe)                               | 1     | 9 avril 2017       | 63 jours  | Tokyo                   | | [ 19 ] |
| 76  | Guerrillas Of Destiny                                              | 3     | 11 juin 2017       | 20 jours  | Osaka                   | | [ 20 ] |
| 77  | War Machine                                                        | 2     | 1er juillet 2017   | 85 jours  | Long Beach (Californie) | | [ 21 ] |
| 78  | K.E.S.                                                             | 3     | 24 septembre 2017  | 102 jours | Kobe                    | | [ 22 ] |
| 79  | Los Ingobernables de Japon (EVIL et SANADA)                        | 1     | 4 janvier 2018     | 156 jours | Tokyo                   | | [ 23 ] |
| 80  | The Young Bucks (Matt & Nick Jackson)                              | 1     | 9 juin 2018        | 113 jours | Osaka                   | | .      |
| 81  | Guerrillas of Destiny (Tama Tonga et Tanga Loa)                    | 4     | 30 septembre 2018  | 96 jours  | Long Beach (Californie) | |        |
| 82  | Los Ingobernables de Japon (Evil et Sanada)                        | 2     | 4 janvier 2019     | 50 jours  | Tokyo                   | C'était un triple threat tag team match incluant aussi les Young Bucks. | .      |
| 83  | Guerrillas of Destiny (Tama Tonga et Tanga Loa)                    | 5     | 23 février 2019    | 315 jours | Tokyo                   | | .      |
| 84  | FinJuice (Juice Robinson et David Finlay)                          | 1     | 4 janvier 2020     | 28 jours  | Tokyo                   | | .      |
| 85  | Guerrillas of Destiny (Tama Tonga et Tanga Loa)                    | 6     | 1er février 2020   | 20 jours  | Atlanta, Géorgie        | | .      |
| 86  | Golden Ace (Hiroshi Tanahashi et Kōta Ibushi)                      | 1     | 21 février 2020    | 142 jours | Tokyo                   | | .      |
| 87  | Dangerous Tekkers (Zack Sabre, Jr. et Taichi)                      | 1     | 12 juillet 2020    | 176 jours | Osaka                   | | .      |
| 88  | Guerrillas of Destiny (Tama Tonga et Tanga Loa)                    | 7     | 4 janvier 2021     | 148 jours | Tokyo                   | | ,.     |
| 89  | Dangerous Tekkers (Zack Sabre, Jr. et Taichi)                      | 2     | 1er juin 2021      | 40 jours  | Tokyo                   | | ,.     |
| 90  | Los Ingobernables de Japón (Tetsuya Naitō (2) et Sanada (3))       | 1     | 11 juillet 2021    | 14 jours  | Tokyo                   | | ,.     |
| 91  | Dangerous Tekkers (Zack Sabre, Jr. et Taichi)                      | 3     | 25 juillet 2021    | 163 jours | Tokyo                   | | .      |
| 92  | Bishamon (Hirooki Goto (2) et Yoshi-Hashi)                         | 1     | 4 janvier 2022     | 95 jours  | Tokyo                   | | .      |
| 93  | The United Empire (Great O-Khan et Jeff Cobb)                      | 1     | 9 avril 2022       | 22 jours  | Tokyo                   | | ,.     |
| 94  | General's Jewels (Bad Luck Fale et Chase Owens)                    | 1     | 1er mai 2022       | 42 jours  | Fukuoka                 | C'était un triple threat tag team match incluant aussi Bishamon (Hirooki Goto et Yoshi-Hashi). | ,.     |
| 95  | The United Empire (Great-O-Khan et Jeff Cobb)                      | 2     | 12 juin 2022       | 14 jours  | Osaka                   | | [ 44 ] |
| 96  | FTR (Dax Harwood et Cash Wheeler)                                  | 1     | 26 juin 2022       | 192 jours | Chicago (Illinois)      | En battant The United Empire (Great-O-Khan et Jeff Cobb) et Roppongi Vice (Trent Beretta et Rocky Romero) dans un 3-Way Winner Takes All Tag Team match. Ils remportent les titres pour la première fois de leurs carrières et deviennent triples champions par équipe.                                                                                    | [ 45 ] |
| 97  | Bishamon (Yoshi-Hashi et Hirooki Goto (3))                         | 2     | 4 janvier 2023     | 94 jours  | Tokyo                   | | [ 46 ] |
| 98  | Aussie Open (Kyle Fletcher et Mark Davis (en))                     | 1     | 8 avril 2023       | 43 jours  | Tokyo                   | | [ 47 ] |
| —   | Vacant                                                             | —     | 21 mai 2023        | 14 jours  |                         | Titre rendu vacant après une blessure de Mark Davis. | [ 48 ] |
| 99  | Bishamon (Yoshi-Hashi et Hirooki Goto (4))                         | 3     | 4 juin 2023        | 214 jours | Osaka                   | En battant l'équipe de Great-O-Khan et Aaron Henare et l'équipe de Yujiro Takahashi et EVIL dans un match triple menace. | [ 49 ] |
| 100 | Guerillas of Destiny (Hikuleo et El Phantasmo)                     | 1     | 4 janvier 2024     | 38 jours  | Tokyo                   | | [ 50 ] |
| 101 | Bullet Club (Kenta et Chase Owens (2))                             | 1     | 11 février 2024    | 55 jours  | Osaka                   | | [ 51 ] |
| 102 | Bishamon (Yoshi-Hashi et Hirooki Goto (5))                         | 4     | 6 avril 2024       | 28 jours  | Tokyo                   | | [ 52 ] |
| 103 | Bullet Club (Kenta et Chase Owens (3))                             | 2     | 4 mai 2024         | 36 jours  | Fukuoka                 | | [ 53 ] |
| 104 | TMDK (Shane Haste et Mikey Nicholls)                               | 1     | 9 juin 2024        | 148 jours | Osaka                   | Dans un match à quatre équipes incluant Guerrillas of Destiny (Phantasmo/Hikuleo) et Bishamon (Gotō/Yoshi-Hashi). | [ 54 ] |
| 105 | United Empire (Great-O-Khan et Henare)                             | 1     | 4 novembre 2024    | 35 jours  | Osaka                   | | [ 55 ] |
| —   | Vacant                                                             | —     | 9 décembre 2024    | 27 jours  | —                       | Rendu vacant à la suite d'une blessure au genou de Henare. | [ 56 ] |
| 106 | Young Bucks (Matthew et Nicholas Jackson)                          | 2     | 5 janvier 2025     | 37 jours  | Tokyo                   | Dans un match à trois équipes contre Los Ingobernables de Japon (Tetsuya Naitō et Hiromu Takahashi) et United Empire (Jeff Cobb et Great-O-Khan). | [ 57 ] |
| 107 | Los Ingobernables de Japon (Tetsuya Naitō (3) et Hiromu Takahashi) | 1     | 11 février 2025    | 53 jours  | Osaka                   | | [ 58 ] |
| 108 | United Empire (Jeff Cobb (3) et Callum Newman (en))                | 1     | 5 avril 2025       | 9 jours   | Tokyo                   | | [ 59 ] |
| —   | Vacant                                                             | —     | 14 avril 2025      | —         | —                       | Rendu vacant suite au départ de Jeff Cobb de la compagnie. | [ 60 ] |
| 109 | United Empire (Great-O-Khan (4) et Callum Newman (en) (2))         | 1     | 26 avril 2025      | 50 jours  | Hiroshima               | En battant Bishamon (Hirooki Gotō et Yoshi-Hashi). | [ 61 ] |
| 110 | Tomohiro Ishii (2) et Taichi (4)                                   | 1     | 15 juin 2025       | 61 jours  | Osaka                   | | [ 62 ] |

## Liste des règnes combinés

### Par Équipe
| Rang | Équipe                                                            | Règnes | Défenses | Jours |
| ---- | ----------------------------------------------------------------- | ------ | -------- | ----- |
| 1    | Cho-Ten (Hiroyoshi Tenzan & Masahiro Chono)                       | 5      | 12       | 1 010 |
| 2    | Tencozy (Hiroyoshi Tenzan & Satoshi Kojima)                       | 6      | 11       | 929   |
| 3    | Guerrillas of Destiny (Tanga Loa & Tama Tonga)                    | 7      | 11       | 755   |
| 4    | Kengo Kimura & Tatsumi Fujinami                                   | 4      | 11       | 613   |
| 5    | Bullet Club (Doc Gallows & Karl Anderson)                         | 3      | 6        | 601   |
| 6    | Bad Intentions (Giant Bernard & Karl Anderson)                    | 1      | 10       | 564   |
| 7    | The Hell Raisers (Hawk Warrior & Power Warrior)                   | 2      | 6        | 559   |
| 8    | Bishamon (Hirooki Goto & Yoshi-Hashi)                             | 3      | 4        | 403   |
| 9    | Keiji Mutoh & Masahiro Chōno                                      | 2      | 5        | 388   |
| 10   | Dangerous Tekkers (Zack Sabre, Jr. & Taichi)                      | 3      | 3        | 379   |
| 11   | The Steiner Brothers (Rick Steiner & Scott Steiner)               | 2      | 5        | 378   |
| 12   | Killer Elite Squad (Davey Boy Smith Jr. & Lance Archer)           | 3      | 6        | 365   |
| 13   | RISE (Giant Bernard & Travis Tomko)                               | 1      | 5        | 343   |
| 14   | Junji Hirata & Shinya Hashimoto                                   | 1      | 6        | 335   |
| 15   | Manabu Nakanishi & Yuji Nagata                                    | 1      | 4        | 327   |
| 16   | Hiroshi Tanahashi & Shinsuke Nakamura                             | 1      | 4        | 323   |
| 17   | The Most Violent Players (Togi Makabe & Toru Yano)                | 1      | 4        | 322   |
| 18   | Minoru Suzuki & Yoshihiro Takayama                                | 1      | 4        | 294   |
| 19   | Masa Saito & Riki Chōshū                                          | 1      | 4        | 279   |
| 19   | Hiroshi Hase & Keiji Mutoh                                        | 2      | 3        | 279   |
| 21   | Team 3D (Brother Devon & Brother Ray)                             | 2      | 5        | 276   |
| 22   | Masa Saito & Shinya Hashimoto                                     | 1      | 3        | 219   |
| 23   | Los Ingobernables de Japón (EVIL & SANADA)                        | 2      | 3        | 206   |
| 24   | FTR (Dax Harwood & Cash Wheeler)                                  | 1      | 2        | 192   |
| 25   | Hiroshi Tanahashi & Yutaka Yoshie                                 | 1      | 3        | 184   |
| 26   | Genichiro Tenryu & Shiro Koshinaka                                | 1      | 2        | 173   |
| 27   | Wild Child (Manabu Nakanishi & Takao Ōmori)                       | 1      | 1        | 164   |
| 28   | Akira Maeda & Nobuhiko Takada                                     | 1      | 2        | 159   |
| 29   | The Jurassic Powers (Hercules Hernandez & Scott Norton)           | 1      | 3        | 152   |
| 30   | Young Bucks (Nick Jackson & Matt Jackson)                         | 2      | 1        | 150   |
| 31   | War Machine (Hanson & Raymond Rowe)                               | 2      | 4        | 148   |
| 31   | TMDK (Shane Haste et Mikey Nicholls)                              | 1      | 1        | 148   |
| 33   | Golden☆Ace (Kōta Ibushi & Hiroshi Tanahashi)                      | 1      | 0        | 142   |
| 34   | Kazuo Yamazaki & Yoshiaki Fujiwara                                | 1      | 2        | 139   |
| 35   | No Limit (Tetsuya Naito & Yujiro Takahashi)                       | 1      | 1        | 119   |
| 35   | George Takano & Super Strong Machine                              | 1      | 1        | 119   |
| 37   | Big, Bad, and Dangerous (Big Van Vader & Crusher Bam Bam Bigelow) | 1      | 2        | 117   |
| 38   | The Briscoe Brothers(Jay Briscoe & Mark Briscoe)                  | 1      | 2        | 113   |
| 39   | The Bull Powers (Manabu Nakanishi & Satoshi Kojima)               | 1      | 1        | 99    |
| 40   | Kensuke Sasaki & Shiro Koshinaka                                  | 1      | 2        | 97    |
| 40   | BATT (Keiji Mutoh & Taiyō Kea)                                    | 1      | 0        | 97    |
| 40   | Great Bash Heel (Togi Makabe & Tomoaki Honma)                     | 1      | 0        | 97    |
| 43   | The Kingdom (Michael Bennett et Matt Taven)                       | 1      | 0        | 91    |
| 43   | Bullet Club (Kenta & Chase Owens)                                 | 1      | 0        | 91    |
| 45   | The British Invasion (Brutus Magnus & Doug Williams)              | 1      | 1        | 89    |
| 46   | Hiro Saito & Super Strong Machine                                 | 1      | 2        | 70    |
| 46   | Hiroshi Hase & Kensuke Sasaki                                     | 2      | 2        | 70    |
| 46   | Kazuo Yamazaki & Kensuke Sasaki                                   | 1      | 0        | 70    |
| 49   | Riki Chōshū & Takayuki Iizuka                                     | 1      | 1        | 69    |
| 50   | The Mad Dogs (Michiyoshi Ohara & Tatsutoshi Goto)                 | 1      | 1        | 62    |
| 51   | Chaos(Tomohiro Ishii & Toru Yano)                                 | 1      | 2        | 61    |
| 52   | Los Ingobernables de Japon (Tetsuya Naitō et Hiromu Takahashi)    | 1      | 0        | 53    |
| 53   | United Empire (Great-O-Khan et Callum Newman (en))                | 1      | 0        | 50    |
| 54   | Akira Maeda & Osamu Kido                                          | 1      | 1        | 49    |
| 54   | Hiroyoshi Tenzan & Osamu Nishimura                                | 1      | 0        | 49    |
| 56   | Chaos (Takashi Iizuka & Toru Yano)                                | 1      | 0        | 48    |
| 57   | Seigigun (Wataru Inoue & Yuji Nagata)                             | 1      | 0        | 47    |
| 58   | Aussie Open (Mark Davis (en) et Kyle Fletcher)                    | 1      | 2        | 43    |
| 59   | Bullet Club (Bad Luck Fale & Chase Owens)                         | 1      | 0        | 42    |
| 60   | Meiyu Tag (Hirooki Goto & Katsuyori Shibata)                      | 1      | 0        | 38    |
| 60   | Guerrillas of Destiny (Hikuleo & El Phantasmo)                    | 1      | 0        | 38    |
| 62   | The United Empire(Great-O-Khan & Jeff Cobb)                       | 2      | 0        | 36    |
| 63   | Osamu Nishimura & Tatsumi Fujinami                                | 1      | 1        | 35    |
| 63   | United Empire (Great-O-Khan & Henare)                             | 1      | 0        | 35    |
| 65   | Kazuo Yamazaki & Takashi Iizuka                                   | 1      | 0        | 34    |
| 66   | FinJuice(David Finlay & Juice Robinson)                           | 1      | 0        | 28    |
| 67   | Scott Norton & Tony Halme                                         | 1      | 0        | 22    |
| 68   | Kensuke Sasaki & Riki Chōshū                                      | 1      | 0        | 21    |
| 69   | Los Ingobernables de Japón (Tetsuya Naitō & SANADA)               | 1      | 0        | 14    |
| 70   | United Empire (Jeff Cobb et Callum Newman (en))                   | 1      | 0        | 9     |
| 71   | Keiji Mutoh & Shiro Koshinaka                                     | 1      | 0        | 6     |
| 72   | Tomohiro Ishii et Taichi                                          | 1      | 0        | 61+   |

### En Solo
| Rang | Catcheur                               | Règnes | Défenses | Jours |
| ---- | -------------------------------------- | ------ | -------- | ----- |
| 1    | Hiroyoshi Tenzan                       | 11     | 23       | 1954  |
| 2    | Masahiro Chōno                         | 7      | 17       | 1383  |
| 3    | Karl Anderson                          | 4      | 16       | 1224  |
| 4    | Satoshi Kojima                         | 6      | 12       | 994   |
| 5    | Giant Bernard                          | 2      | 15       | 907   |
| 6    | Kensuke Sasaki/Power Warrior           | 7      | 10       | 816   |
| 7    | Keiji Mutō                             | 6      | 8        | 755   |
| 8    | Tanga Loa                              | 7      | 11       | 755   |
| 8    | Tama Tonga                             | 7      | 11       | 755   |
| 10   | Hiroshi Tanahashi                      | 3      | 7        | 649   |
| 11   | Tatsumi Fujinami                       | 5      | 12       | 648   |
| 12   | Kengo Kimura (en)                      | 4      | 11       | 613   |
| 13   | Doc Gallows                            | 3      | 6        | 601   |
| 14   | Manabu Nakanishi                       | 3      | 6        | 590   |
| 15   | Hawk Warrior                           | 2      | 6        | 559   |
| 16   | Shinya Hashimoto                       | 2      | 9        | 554   |
| 17   | Junji Hirata/Super Strong Machine (en) | 3      | 9        | 521   |
| 18   | Masa Saito                             | 2      | 7        | 501   |
| 19   | Hirooki Gotō                           | 4      | 4        | 469   |
| 20   | Toru Yano                              | 3      | 6        | 431   |
| 20   | Yoshi-Hashi                            | 3      | 6        | 431   |
| 22   | Togi Makabe                            | 2      | 4        | 419   |
| 23   | Taichi                                 | 4      | 3        | 440+  |
| 24   | Zack Sabre, Jr.                        | 3      | 3        | 379   |
| 25   | Rick Steiner                           | 2      | 5        | 378   |
| 25   | Scott Steiner                          | 2      | 5        | 378   |
| 27   | Yūji Nagata                            | 2      | 4        | 374   |
| 28   | Riki Chōshū                            | 3      | 5        | 372   |
| 29   | Davey Boy Smith, Jr.                   | 3      | 6        | 365   |
| 29   | Lance Archer                           | 3      | 6        | 365   |
| 31   | Hiroshi Hase                           | 4      | 5        | 348   |
| 32   | Travis Tomko                           | 1      | 5        | 343   |
| 33   | Shinsuke Nakamura                      | 1      | 4        | 323   |
| 34   | Minoru Suzuki                          | 1      | 4        | 294   |
| 34   | Yoshihiro Takayama                     | 1      | 4        | 294   |
| 36   | Shiro Koshinaka                        | 3      | 4        | 276   |
| 36   | Brother Devon                          | 2      | 5        | 276   |
| 36   | Brother Ray                            | 2      | 5        | 276   |
| 39   | Kazuo Yamazaki (en)                    | 3      | 2        | 243   |
| 40   | Sanada                                 | 3      | 3        | 220   |
| 41   | Akira Maeda                            | 2      | 3        | 208   |
| 42   | Evil                                   | 2      | 3        | 206   |
| 43   | Dax Harwood                            | 1      | 2        | 192   |
| 43   | Cash Wheeler                           | 1      | 2        | 192   |
| 45   | Yutaka Yoshie (en)                     | 1      | 3        | 184   |
| 46   | Scott Norton                           | 2      | 3        | 174   |
| 47   | Genichiro Tenryu                       | 1      | 2        | 173   |
| 48   | Takao Omori                            | 1      | 1        | 164   |
| 49   | Nobuhiko Takada                        | 1      | 2        | 159   |
| 50   | Tetsuya Naitō                          | 3      | 1        | 186   |
| 51   | Hercules Hernandez                     | 1      | 3        | 152   |
| 52   | Takayuki/Takashi Iizuka                | 3      | 1        | 151   |
| 53   | Matt Jackson                           | 2      | 1        | 150   |
| 53   | Nick Jackson                           | 2      | 1        | 150   |
| 55   | Hanson                                 | 2      | 4        | 148   |
| 55   | Raymond Rowe                           | 2      | 4        | 148   |
| 55   | Shane Haste                            | 1      | 1        | 148   |
| 55   | Mikey Nicholls                         | 1      | 1        | 148   |
| 59   | Kōta Ibushi                            | 1      | 0        | 142   |
| 60   | Yoshiaki Fujiwara (en)                 | 1      | 2        | 139   |
| 61   | Chase Owens                            | 3      | 0        | 133   |
| 62   | Great-O-Khan                           | 4      | 0        | 121   |
| 63   | George Takano (en)                     | 1      | 1        | 119   |
| 63   | Yujiro Takahashi                       | 1      | 1        | 119   |
| 65   | Big Van Vader                          | 1      | 2        | 117   |
| 65   | Crusher Bam Bam Bigelow                | 1      | 2        | 117   |
| 67   | Jay Briscoe                            | 1      | 2        | 113   |
| 67   | Mark Briscoe                           | 1      | 2        | 113   |
| 69   | Taiyō Kea                              | 1      | 0        | 97    |
| 69   | Tomoaki Honma                          | 1      | 0        | 97    |
| 71   | Matt Taven                             | 1      | 2        | 91    |
| 71   | Michael Bennett                        | 1      | 2        | 91    |
| 71   | Kenta                                  | 2      | 0        | 91    |
| 74   | Brutus Magnus                          | 1      | 1        | 89    |
| 74   | Doug Williams                          | 1      | 1        | 89    |
| 76   | Osamu Nishimura (en)                   | 2      | 1        | 84    |
| 77   | Hiro Saito (en)                        | 1      | 2        | 70    |
| 78   | Tomohiro Ishii                         | 2      | 2        | 122+  |
| 79   | Michiyoshi Ohara (en)                  | 1      | 1        | 62    |
| 79   | Tatsutoshi Goto (en)                   | 1      | 1        | 62    |
| 81   | Callum Newman (en)                     | 2      | 0        | 59    |
| 82   | Hiromu Takahashi                       | 1      | 0        | 53    |
| 83   | Osamu Kido (en)                        | 1      | 1        | 49    |
| 84   | Wataru Inoue                           | 1      | 0        | 47    |
| 85   | Jeff Cobb                              | 3      | 0        | 45    |
| 86   | Mark Davis (en)                        | 1      | 2        | 43    |
| 86   | Kyle Fletcher                          | 1      | 2        | 43    |
| 88   | Bad Luck Fale                          | 1      | 0        | 42    |
| 89   | Katsuyori Shibata                      | 1      | 0        | 38    |
| 89   | Hikuleo                                | 1      | 0        | 38    |
| 89   | El Phantasmo                           | 1      | 0        | 38    |
| 92   | Henare                                 | 1      | 0        | 35    |
| 93   | David Finlay                           | 1      | 0        | 28    |
| 93   | Juice Robinson                         | 1      | 0        | 28    |
| 95   | Tony Halme                             | 1      | 0        | 22    |